# جاناتان کرتنی
جاناتان کرتنی (انگلیسی: Jonathan Cretney؛ 1879 – ۱۹۵۶ (۷۶−۷۷ سال)) بازیکن فوتبال اهل بریتانیا بود.
از باشگاه‌هایی که در آن بازی کرده‌است می‌توان به باشگاه فوتبال نیوکاسل یونایتد، باشگاه فوتبال گینزبورو ترینیتی، و باشگاه فوتبال برنلی اشاره کرد.